# 京都医療技術短期大学
京都医療技術短期大学（きょうといりょうぎじゅつたんきだいがく、英語: Kyoto College of Medical Technology）は、京都府南丹市園部町小山東町今北1-3に本部を置いていた日本の私立大学である。1989年に設置され、2011年に廃止された。大学の略称は医短。

## 概観

### 大学全体
- 京都府南丹市園部町に所在した日本の私立短期大学で、設置主体は学校法人島津学園[1]。
- 1989年に開学[注 1]。起源となっているレントゲン技術講習所から数えれば、80年以上の歴史があった。そのため、設置学科も診療放射線技術学科のみとなっていた。
- 2006年度の入学生を最後に[注釈 2]、2011年に短期大学としての使命を終える[注釈 3]。

### 建学の精神（校訓・理念・学是）
- 京都医療技術短期大学における建学の精神は「品性、技術ともに優れた技術者を養成して、医療技術の発展に応え、人類の健康と福祉の向上に寄与する」となっていた。これは、創始者である島津源蔵によりうたわれたものとなっている。

### 教育および研究
- 京都医療技術短期大学は、診療放射線技師を養成に力をいれた教育を行っていた。臨地実習先の実績として京都大学医学部附属病院・京都府立医科大学附属病院・京都市立病院・京都第一赤十字病院・京都第二赤十字病院・国立京都病院・京都桂病院などがあった。

### 学風および特色
- 京都医療技術短期大学の経営母体は「島津学園」であることから、当短大は島津製作所との関連が深かった。

## 沿革
- 1927年 島津レントゲン技術講習所を設置。
- 1935年 レントゲン技術専修学校に改組。
- 1970年 京都放射線技術専門学校に改組。
- 1983年 京都医療技術専門学校に改称。
- 1987年
  - 10月 京都医療技術短期大学の開学予定年を1989年と定める[6]。
- 1988年
  - 12月22日 左記を以て文部省[注 3]より短期大学の設置が認可される[7]。
- 1989年
  - 4月1日 京都医療技術短期大学が以下の学科体制で開学する[注 4]。
    - 診療放射線技術学科 入学定員80名

  - 5月1日 学生数[8]/定員[9]
    - 診療放射線技術学科 85[注 5]/80
- 1999年
  - 5月1日 学生数[10]/定員
    - 診療放射線技術学科 286[注 6]/240
- 2006年
  - 4月1日 学生募集が最終となる[注釈 2]。
- 2011年
  - 10月17日 廃止認可される[注釈 3]。

## 基礎データ

### 所在地
- 京都府南丹市園部町小山東町今北1-3[注釈 1]

### 交通アクセス
- 西日本旅客鉄道（JR西日本）山陰本線「園部駅」下車。

### 象徴
- 京都医療技術短期大学のカレッジマークは、広げた翼をモチーフにしたものとなっていた。これは、医療技術者を学ぶものとして、柔軟な思考（頭）と豊かな品性（心）を養い、翼を拡げて明日へ羽ばたく向上心を培うことを意味するものとなっていた。

## 教育および研究

### 組織

#### 学科
- 診療放射線技術学科 入学定員80名[注 7]

#### 専攻科
- なし

#### 別科
- なし

#### 取得資格について
- 診療放射線技師の受験資格が得られるようになっていた。

## 学生生活

### 部活動・クラブ活動・サークル活動
- 京都医療技術短期大学においてこれまで活動してきたクラブ活動一覧（一部）
  - 弓道・ソフトテニス・サッカー・バスケットボール・バレーボール・卓球・テニス・バドミントン・野球・フットサル・軽音楽などがあった。

## 卒業後の進路について

### 就職について
- 専門職に就く人が大半。実績の例として京都府立医科大学附属病院・奈良県立医科大学附属病院・大阪大学医学部附属病院・広島大学病院・天理よろづ相談所病院・島津製作所・三菱重工業大倉山病院・大津赤十字病院・大阪赤十字病院・静岡赤十字病院などがある[12]。

### 編入学・進学実績
- これまでの実績では、弘前大学・新潟大学・金沢大学・名古屋大学・大阪大学・徳島大学・鈴鹿医療科学大学などがある[13]。